# Car Nicobar Air Force Base
Car Nicobar Air Force Base (IATA: CBD, ICAO: VOCX) is een vliegbasis op het Indiase eiland Car Nicobar, dat tot het  unieterritorium van de Andamanen en Nicobaren behoort.